# Підводний човен «Карась» (1906)
| «Карась»                   | «Карась»                                                      | «Карась»                                                      |
| -------------------------- | ------------------------------------------------------------- | ------------------------------------------------------------- |
| Заводський номер 110       |                                                               |                                                               |
|                            |                                                               |                                                               |
|                            |                                                               |                                                               |
| Під прапором               |                                                               |                                                               |
| Порт приписки              | Севастополь                                                   | Севастополь                                                   |
| Спуск на воду              | 30 травня 1906                                                | 30 травня 1906                                                |
| Виведений зі складу флоту  | Затоплений 26 квітня 1919                                     | Затоплений 26 квітня 1919                                     |
| Проєкт                     |                                                               |                                                               |
| Тип ПЧ                     | Торпедний підводний човен                                     | Торпедний підводний човен                                     |
| Розробник проєкту          | «Deutsche Werke Kiel AG»                                      | «Deutsche Werke Kiel AG»                                      |
| Основні характеристики     |                                                               |                                                               |
| Швидкість (надводна)       | 10 вузлів                                                     | 10 вузлів                                                     |
| Швидкість (підводна)       | 8,5 вузлів                                                    | 8,5 вузлів                                                    |
| Робоча глибина занурення   | 30 м                                                          | 30 м                                                          |
| Автономність плавання      | 825 миль, 27 миль під водою                                   | 825 миль, 27 миль під водою                                   |
| Екіпаж                     | 29 осіб, в т. ч. 2 офіцери                                    | 29 осіб, в т. ч. 2 офіцери                                    |
| Розміри                    |                                                               |                                                               |
| Довжина найбільша (по КВЛ) | 39,9 м                                                        | 39,9 м                                                        |
| Ширина корпусу найб.       | 3,14 м                                                        | 3,14 м                                                        |
| Середня осадка (по КВЛ)    | 2,61 м                                                        | 2,61 м                                                        |
| Водотоннажність надводна   | 205 т                                                         | 205 т                                                         |
| Озброєння                  |                                                               |                                                               |
| Артилерія                  | додатково встановлювалась гармата 37 мм калібру               | додатково встановлювалась гармата 37 мм калібру               |
| Торпедно- мінне озброєння  | 1 ТА калібру 457 мм, 3 торпеди. 2 ТА Джевецького (після 1911) | 1 ТА калібру 457 мм, 3 торпеди. 2 ТА Джевецького (після 1911) |

Підводний човен «Карась» — другий в серії з трьох підводних човнів, побудованих на замовлення Морського відомства Російської імперії для Чорноморського флоту. Побудований у 1904–1906 роках у Кілі (Німеччина) за проєктом «Е».
За часів національно-визвольних змагань (1917—1918 рр.) входив до складу Українських військово-морських сил.

## Історія
Друга субмарина типу «Е» була закладена у травні-червні 1904 року на верфі «Deutsche Werke Kiel AG» у Кілі (Німеччина), під заводським номером 110.
30 травня 1906 року — спущений на воду. 25 липня — занесений до реєстру військових кораблів під назвою «Карась». З 2 листопада 1906 по вересень 1907 рр. проводились прийомні випробування, під час яких виявився цілий ряд конструкційних недоліків. 10 вересня 1907 року — введений до ладу, за умови подальшого усунення недоліків за рахунок німецької сторони вже на території Росії.
У жовтні 1907 року човен прибув до Лієпаї.
23 жовтня 1907 року під час випробувального занурення набрав води у гасові мотори та лягла на дно на глибині 30 метрів. Піднятий зусиллями екіпажу.
22 квітня 1908 року — відправлений залізницею з Лієпаї до Севастополя. 4 травня — прибув до Севастополя й зарахований до складу Окремого дивізіону підводного плавання Чорного моря. Використовувався для навчальних цілей.
30 жовтня 1909 року зарахований до дивізіону підводних човнів Чорного моря. 13-14 вересня 1910 року — у складі дивізіону та корабля-конвоя «Дніпро» брав участь в маневрах флоту.
1911 року пройшов капітальний ремонт, під час якого було усунено ряд недоліків, додатково встановлено 2 торпедних апарати (ТА) Джевецького.
Під час Першої Світової війни (19.07.1914 — 12.02.1917) брав активну участь у бойових операціях Чорноморського флоту, зокрема несення дозорної служби вздовж узбережжя Криму та патрулювання анатолійського узбережжя та району Констанци.
10 вересня 1914 року — переведений до Бригади підводних човнів ЧФ. Входив до складу 3-го Дивізіону Бригади.
1915 року — пройшов капітальний ремонт.
30 липня 1916 року — переведений у загін особливого призначення Дунайської флотилії. Діяв у дельті Дунаю.
Восени 1916 року — зарахований до 4-го Дивізіону Підводної Бригади ЧФ. Базувався у Балаклаві.
12 лютого 1917 року — виведений з бойового складу ЧФ. Використовувався у навчальних цілях.
Після Лютневої революції значно актуалізувався національно-визвольний рух українців на Чорноморському флоті. Призвідником українського руху стала рада Української чорноморської громади. У квітні 1917 року майже на всіх кораблях Чорноморського флоту вже існували українські корабельні ради, так само як у сухопутних частинах Севастопольської морської фортеці й повітряному флоті.
Активно діяли українські ради й в Бригаді підводних човнів під командуванням контр-адмірала В'ячеслава Клочковського. Протягом 1917 року моряки-чорноморці активно виступали на підтримку УНР та звертались до Центральної Ради з вимогою рішучих дій по українізації Чорноморського флоту та створенню Українських військово-морських сил.

Підводний човен «Карась», Севастополь.

12 жовтня 1917 року на відзначення українізації трьох кораблів Балтійського флоту: крейсера «Светлана» та ескадрених міноносців «Україна» та «Гайдамак» на всіх кораблях та установах Чорноморського Флоту, в тому числі й на підводних човнах, на один день було піднято національні українські прапори та стеньгові сигнали «Хай живе вільна Україна».
Після жовтневого перевороту значно активізувались більшовицькі агітація та провокації. «Делегати Балтики» (а насправді агенти ЧК) та місцеві більшовики намагались включити підводний човен «Карась» до т.з. «Красного ЧФ». Однак 16 листопада 1917 року, на загальних зборах команди човнів 4-го дивізіону підводного плавання та школи підводного плавання прийняли резолюцію про невизнання влади «Советов» та вимагали звільнити заарештованих більшовиками членів Центрофлоту.
14 січня 1918 року Центральна Рада прийняла «Тимчасовий Закон про український державний флот», відповідно до якого: «Російський Чорноморський флот… проголошується флотом Української Народної Республіки…» та «Українська Народна Республіка переймає на себе всі зобов'язання російського уряду щодо Чорноморського флоту й щодо утримання флоту й портів». Таким чином, юридично підводний човен увійшов до складу Військово-морських сил УНР.
Однак, на початку 1918 року більшовики окупували ненадовго південь України та Севастополь. Проте Брестський мир змусив їх незабаром забратися з України.
У квітні 1918 року, екіпажі всіх підводних човнів, що базувались у Севастополі, відкинули вимогу Раднаркому радянської Росії йти до Новоросійська і підняли українські державні прапори. Не дозволили підводники вивезти і майно своєї бригади.
22 квітня 1918 року командувач Чорноморського Флоту контр-адмірал Михайло Саблін наказом по флоту оголосив, що «всі судна, портове майно, які знаходяться у портах Криму, є власністю Української Народної Республіки. А тому наказую скрізь, де треба, підняти українські прапори».
29 квітня, за наказом командувача, майже всі кораблі, установи, порти та фортеці Чорноморського флоту підняли український прапор.
Однак вже 30 квітня, через провокацію більшовиків, частина флоту виходить до Новоросійська. В той же час, у Києві, було проголошено створення Українська Держава Української Держави.
Командувачем Чорноморським Флотом було призначено Михайла Остроградського. Всі кораблі (серед них 15 підводних човнів, в тому числі й «Карась»), що залишились у Севастополі, увійшли до складу Військово-морських сил Української Держави.
Після проголошення Гетьманату, досить суттєво активізувалась робота по створенню Військово-морського флоту Української Держави. Протягом всього 1918 року уряд Гетьмана Скоропадського приділяв багато уваги побудові міцного військового флоту.
Проте, німецьке командування розцінило вихід частини кораблів до Новоросійська як порушення Берестейського мирної угоди, й тимчасового інтернували всі військові кораблі.
10 червня 1918 р. на посаду Командувача Чорноморського Флоту та представника Гетьмана у Криму Павло Скоропадський призначив контр-адмірала В'ячеслава Клочковського. В результаті переговорів, на українських кораблях було знову піднято національні прапори, проте вони залишаються під частковим німецьким контролем. Окремо опікувався В. Клочковський долею бригади підводних човнів.
У другій половині серпня 1918 року до Берліна виїхав контр-адмірал Юрій Свірський. Повноваження якого передбачали: ведення переговорів щодо передачі кораблів Чорноморського флоту, як військових так і торговельних, уряду Української держави. До списку військових кораблів які першочергово повинні були перейти під повний український контроль було внесено: дредноута-лінкора «Воля», крейсер «Кагул», 11 міноносців, всі підводні човни, 7 лінійних кораблів («Борець за свободу», «Св. Євстафій»,«Іван Златоустий», «Ростислав», «Три Святителі», «Синоп», «Юрій Побідоносець»), транспортні та допоміжні судна, а також транспорт-майстерня «Кронштадт».
Протягом жовтня 1918 року всі кораблі Чорноморського флоту було передано до військово-морських сил України. Проте човен вже був застарілим, ресурс експлуатації якого вичерпався, тому його планувалось утилізувати.
Наприкінці листопада 1918 року, після антигетьманського перевороту у Києві та окупації півдня України військами Антанти, човен було захоплено англо-французькими «союзниками». Командуванням Антанти субмарину було передано білогвардійському флоту під командуванням адмірала Каніна. Тут човен також розглядали, як призначений до ліквідації.
Про те, що човен планувалось ліквідувати ще за Гетьмана Скоропадського та після приходу до влади Директорії свідчить той факт, що відповідно до Наказу по морському відомству від 27 січня 1919 року нові підводні човни, що будувались у Миколаєві, «Лебедь» та «Пелікан» було перейменовано у «Карась» й «Щука».
26 квітня 1919 року, за наказом англійського командування, на буксирі катера «Єлизавета» на зовнішній рейд було виведено та затоплено 10 підводних човнів колишніх ВМС Української Держави (в тому числі й старий «Карась»).